# Blechbüchse (Leipzig)

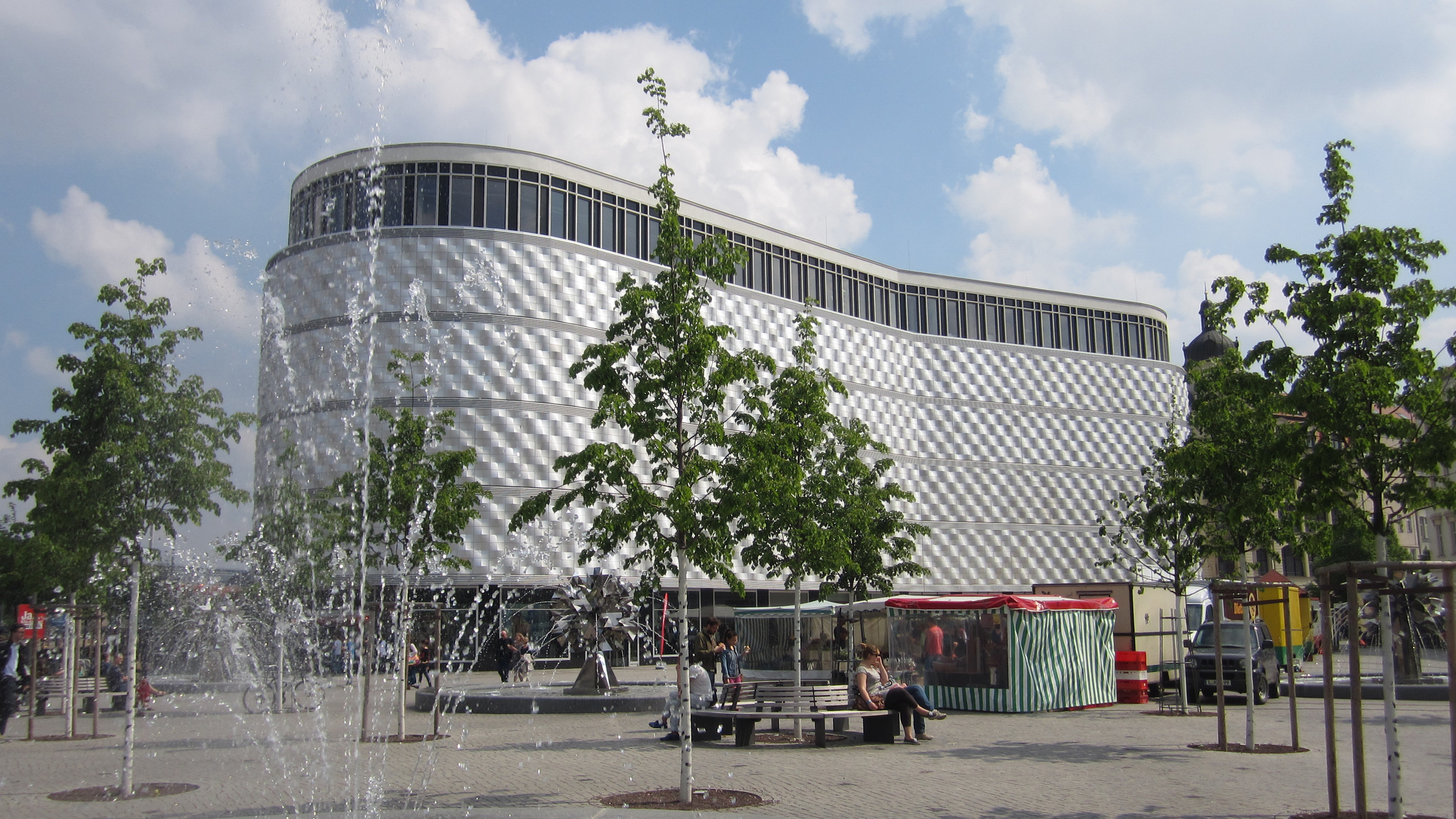
Der Neubau der Blechbüchse als Teil der Höfe am Brühl am neu gestalteten Richard-Wagner-Platz im April 2014

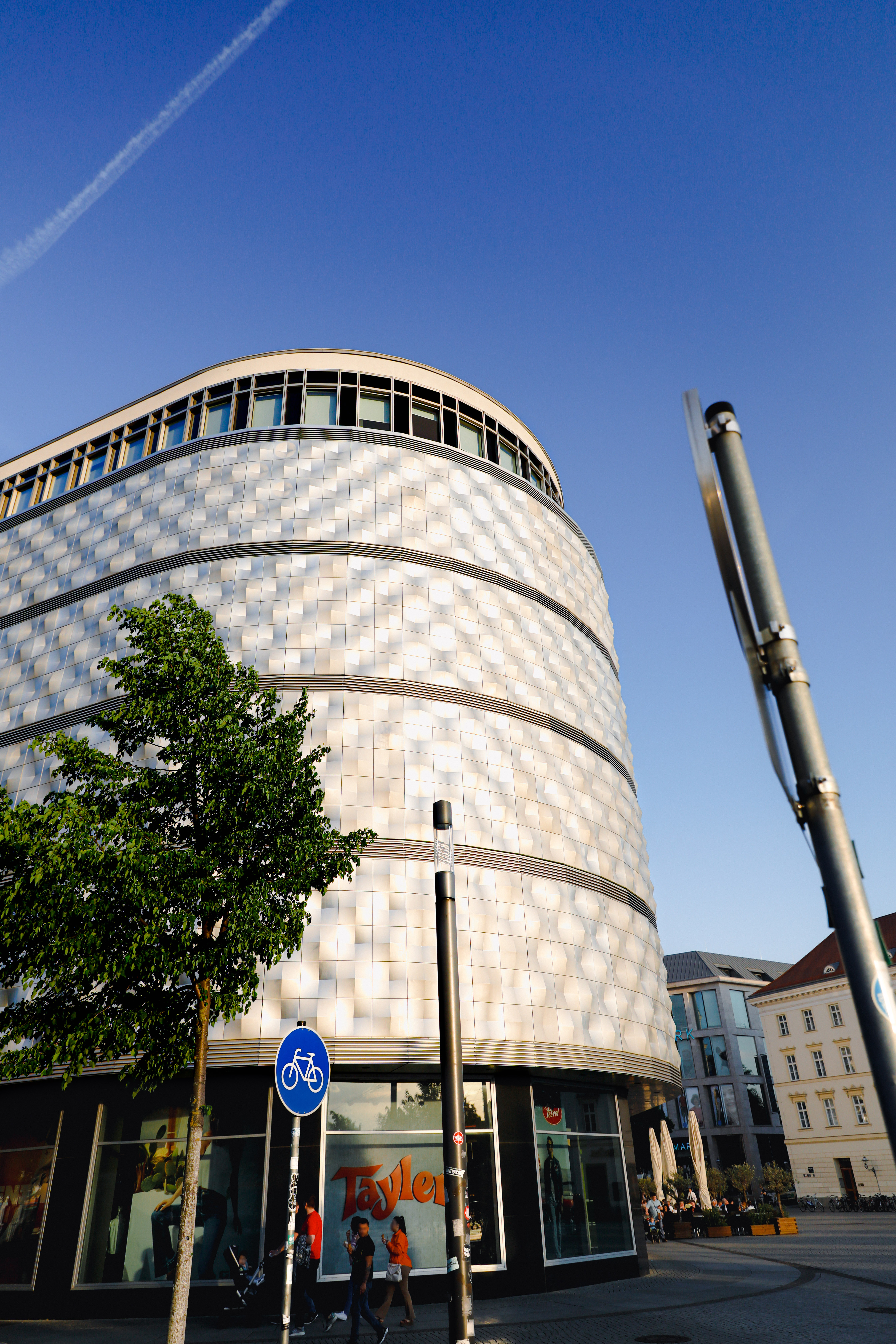
Westseite des Neubaus der Blechbüchse. Im Hintergrund ist der Nordeingang der Hainstraße in Richtung Marktplatz Leipzig zu sehen.

Blechbüchse ist die volkstümliche Bezeichnung des ehemaligen Konsument-Warenhauses am Brühl in der Richard-Wagner-Straße 20 in Leipzig.

## Geschichte

### Bis zum Ende des Zweiten Weltkrieges

„Kaufhaus Brühl“ kurz nach der Eröffnung 1908

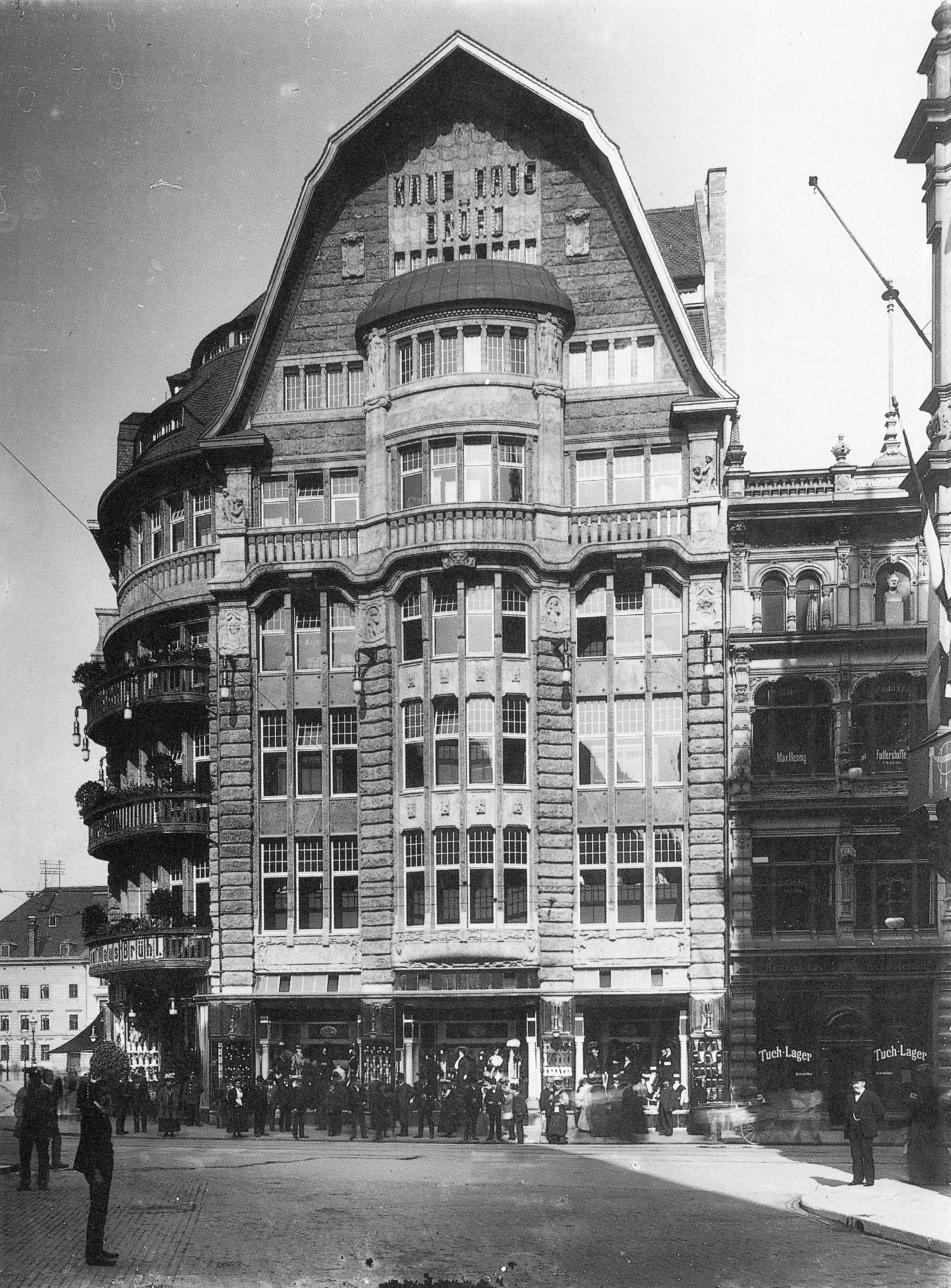
Erster Bauabschnitt des Kaufhauses, 1908

Die gebürtigen Schweizer Paul Messow und Victor Waldschmidt eröffneten im Dezember 1877 in Dresden den Schweizer Bazar Messow & Waldschmidt. Seit März 1890 firmierte das expandierende Warenhausunternehmen nur noch unter Messow & Waldschmidt und eröffnete Filialen in Pirna, Zittau, Breslau und in der Leipziger Katharinenstraße.
Im Jahr 1907 erwarb der Leipziger Architekt Emil Franz Hänsel ein Gebäude samt Grundstück am Brühl Nr. 1, das bis dahin Eigentum der Familie Kees gewesen war, und ließ es umgehend abreißen. Mit Hänsel als Architekt und Bauherr wurde auf dem Gelände, auf dem sich ehemals unter anderem mit dem Haus Zum roten und weißen Löwen die Geburtsstätte Richard Wagners befunden hatte, innerhalb eines Jahres ein siebengeschossiger Kaufhausbau errichtet, in dem Messow & Waldschmidt am 3. Oktober 1908 das Kaufhaus Brühl G.m.b.H. offiziell eröffneten, Geschäftsführer waren Heinrich Hirschfeld und Walter Riess. Die auf vier Etagen verteilte und etwa 8000 Quadratmeter umfassende Verkaufsfläche mit mehr als 250 fest angestellten Mitarbeitern wartete mit zahlreichen Spezialabteilungen auf, zum Beispiel mit Bereichen für Babyartikel, Berufsbekleidung oder Lebensmittel. Damit zählte das Kaufhaus zu den größten damaligen Einrichtungen dieser Art im mitteldeutschen Raum.

Kaufhaus Brühl nach der Erweiterung von 1912 (zeitgenössische Reklamemarke)

Nachdem Paul Messow im Jahr 1909 verstorben war, wurde Walter Riess, der 1910 Messows Tochter Gertrud geheiratet hatte, alleiniger Direktor und der zuvor im Stammhaus Dresden tätige Otto Mühlstein sowie Salomon Sigismund Hirschfeld wurden zu Geschäftsführern bestellt. Unter Riess’ Leitung wurde das Warenhaus erweitert. Im Jahr 1912 wurde das danebenliegende Grundstück erworben und durch Umbauten dem Kaufhaus angegliedert. Die so erweiterten Verkaufsräume wurden im Mai 1915 eröffnet, nachdem es erhebliche bauliche Verzögerungen durch den Beginn des Ersten Weltkriegs gegeben hatte. Ab 1927 kam es durch die Eingliederung eines dritten Grundstückes erneut zu einer Vergrößerung der Verkaufsfläche und es wurde erstmals in einem Leipziger Warenhaus eine Rolltreppe installiert. Der bisherige sogenannte Erfrischungsraum als Spezialabteilung nahm mit etwa 700 Sitzplätzen Restaurantcharakter an, hinzu kamen weitere Einrichtungen wie Friseursalons oder eine Postagentur. 1928 bedienten etwa 600 Angestellte die Kunden des Kaufhauses auf fast 20.000 Quadratmetern Verkaufsfläche.
Als Folge der antijüdischen nationalsozialistischen Politik prangten im April 1933 erstmals Plakate mit der Aufforderung, nicht bei Juden zu kaufen, an den Schaufenstern. Infolge der Arisierung wurde nach dem Erlass des Gesetzes über die Umwandlung von Kapitalgesellschaften vom 5. Juli 1934 die Kaufhaus Brühl G.m.b.H. aufgelöst und ihr Vermögen von der Messow & Waldschmidt GmbH übernommen. Im April 1936 wurden die bisherigen Geschäftsführer Riess, Meiser und Pelz abberufen und der Kaufmann Rudolf Knoop aus Köln-Braunsfeld sowie der Justitiar Walter Ahlburg aus Berlin-Dahlem zu Geschäftsführern bestellt. Ab dem 12. September 1936 war der Besitzwechsel endgültig vollzogen; das Unternehmen hieß nun Rudolf Knoop & Co. GmbH.
Während der schweren Luftangriffe am 4. Dezember 1943 wurde das Kaufhaus durch Phosphorbomben stark beschädigt und musste geschlossen werden.

### Seit 1946

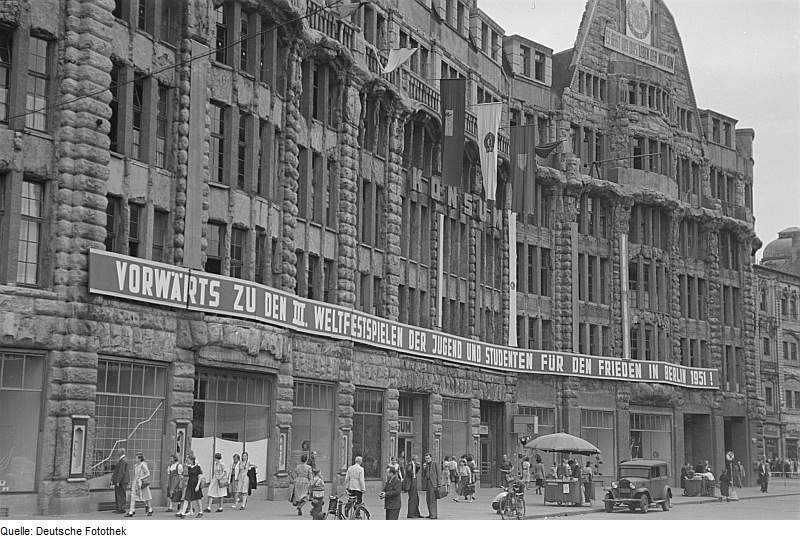
Nach dem Krieg als „Kaufhaus des Friedens“ wiedereröffnetes Konsum-Kaufhaus, 1951

Nach dem Volksentscheid in Sachsen am 30. Juni 1946 wurde die Firma Rudolf Knoop & Co. GmbH entschädigungslos enteignet. Der neue Besitzer, das Land Sachsen, übertrug 1947 das Kaufhaus der wieder gegründeten Konsumgenossenschaft Leipzig. In den folgenden Jahren wurden die Stahlbetonkonstruktion sowie das völlig zerstörte Dach des Gebäudes notdürftig wiederhergestellt, um die statische Sicherheit zu gewährleisten.

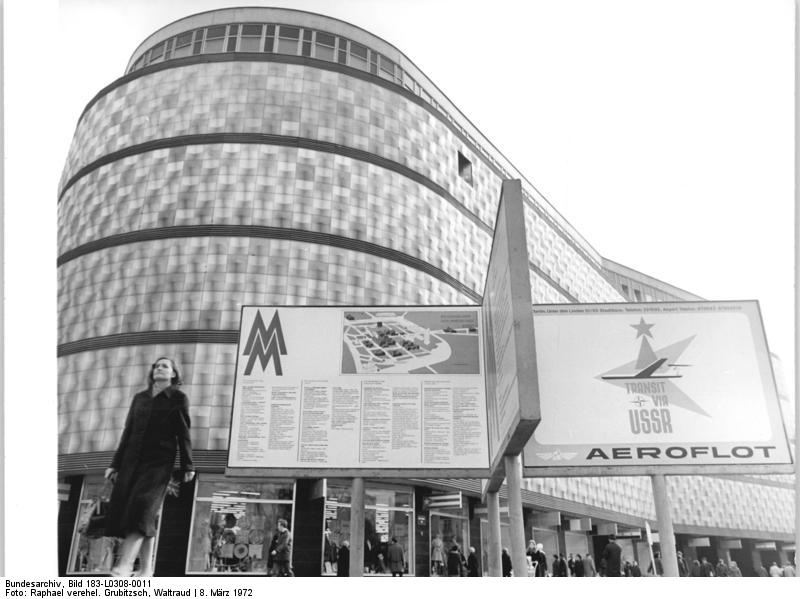
Konsument-Warenhaus, 1972

Logo des „Konsument-Warenhauses am Brühl“

Am 1. Januar 1965 musste die Leipziger Konsumgenossenschaft das Kaufhaus an das Zentrale Handelsunternehmen »konsument« (ZU Konsument) abgeben. Konsument betrieb ab 1966 den Wiederaufbau des nach dem Krieg nur provisorisch instandgesetzten Hauses und brachte eine Metallfassade an, die seitdem das Stadtbild prägte. Diese geschwungene fensterlose Fassade, strukturiert durch viele hyperbolische Paraboloidelemente aus Aluminium, konzipierte der Künstler und Metallgestalter Harry Müller. Für die Innengestaltung zeichneten die Leipziger Architekten Walther, Böhme, Dick, Graf, Kurth und Winzer verantwortlich. Der eigentliche Kaufhaustrakt erstreckte sich auf dem alten Grundriss, an der Rückseite des Gebäudes entstand ein achtgeschossiges Verwaltungs- und Lagergebäude. Abgeschlossen wurde das Ensemble durch einen ebenfalls neu errichteten Flachbau, in dem auf etwa 1.000 Quadratmeter ein Lebensmittelmarkt untergebracht wurde. Auf fünf Geschosse verteilt standen im eigentlichen Kaufhaus nun 11.500 Quadratmeter Verkaufsfläche zur Verfügung, lediglich das Erdgeschoss sowie die obere Etage im Restaurant-Bereich waren mit Tageslicht versehen. Am südlichen Eingang wurde eine Gedenktafel angebracht, die auf das Geburtshaus Richard Wagners hinweist. 1968 wurde das Haus als Konsument-Warenhaus am Brühl als größtes Warenhaus der DDR offiziell eröffnet. Die „Blechbüchse“ – von der Bevölkerung auf Grund der Aluminiumfassade so genannt – wurde sehr schnell zu einem der architektonischen Wahrzeichen Leipzigs.

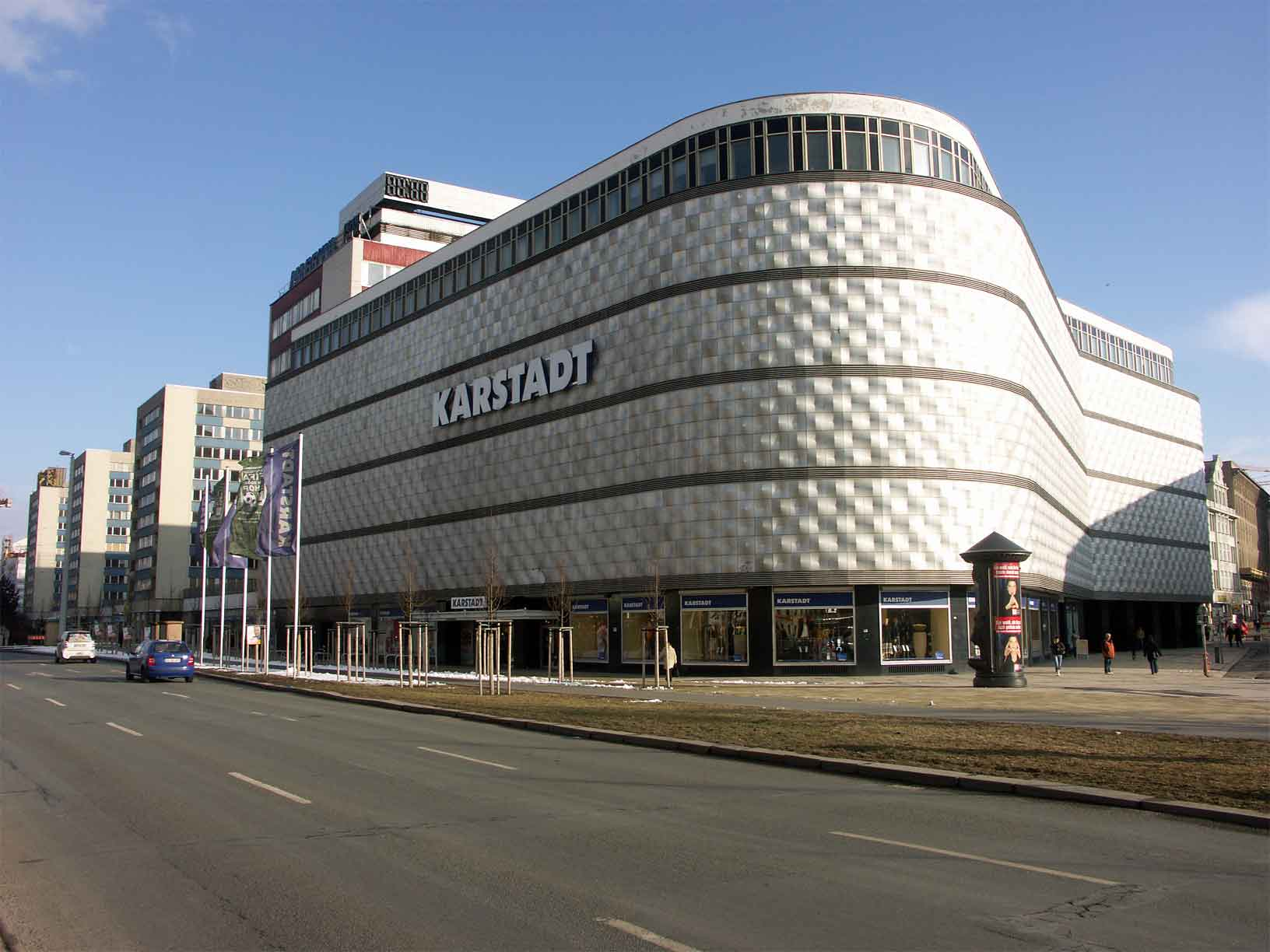
Karstadt-Warenhaus (Interim), 2006

Nach der Wiedervereinigung Deutschlands blieb das Warenhaus im Besitz des Verbandes der Konsumgenossenschaften (VdK), welcher mit der Horten AG das Joint Venture „Horten-konsument“ als 50/50-Beteiligung gegründet hatte. Diese Horten-konsument GmbH führte das Geschäft bis zum Jahr 2001 weiter. Nach einer kurzen Zeit unter der Bezeichnung Kaufhof wurde die Immobilie von der Zentralkonsum eG und der zugehörige Grund und Boden von einer jüdischen Eigentümergemeinschaft gemeinsam an Hertie/Karstadt verkauft, die das Gebäude bis Oktober 2006 als Interim benutzte. Im Jahr 2007 fanden in dem sonst ungenutzten Warenhausgebäude zwei Ausstellungsprojekte statt: die Designers’ Open und die 14. Leipziger Jahresausstellung.

### Abriss im Jahr 2010

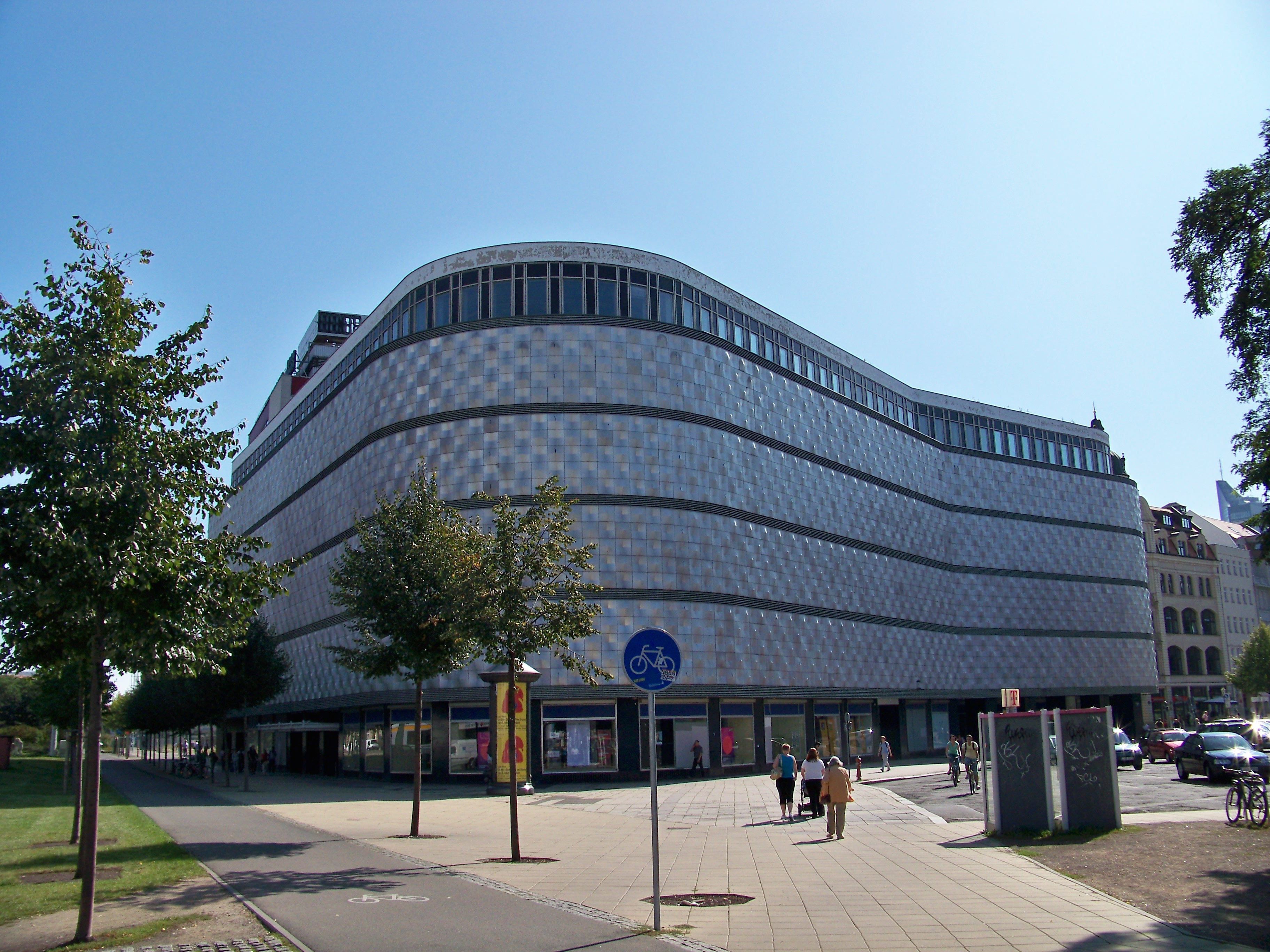
Blechbüchse vor dem Abriss, 2009

Um Baufreiheit für ein neues Einkaufszentrum am Brühl zu schaffen, wurde das Gebäude des ehemaligen Konsument-Warenhauses abgebrochen und durch einen Neubau ersetzt. Am 8. Februar 2010 begannen die Entkernungs- und Abrissarbeiten, die Aluminiumfassade wurde bis zum 17. März 2010 demontiert und in Berlin eingelagert, um sie am Neubau wieder anzubringen.
Nach der vollständigen Freilegung der größtenteils stark zerstörten alten Hänsel-Fassade des Kaufhauses Brühl kam es im April 2010 zu heftiger Kritik und Protesten bezüglich der Abrisspläne. Aufgerufen hatte dazu der Leipziger TV-Moderator Renato Bodenburg. Nach seiner Protestaktion am 8. April 2010 folgten die Organisation einer Menschenkette und wöchentliche Unterschriftensammlungen gegen den Abriss. Wie nun viele andere forderte Bodenburg statt des Abrisses und der späteren Wiederanbringung der Aluminiumfassade die Erhaltung der historischen Bausubstanz. Am 17. April versammelten sich rund 250 Menschen an der Baustelle, um mit einer Menschenkette gegen den Abriss der älteren Fassade zu demonstrieren. Auch Leipziger Politiker unterstützten den Vorschlag. Der überregional viel beachtete Vorschlag von Bodenburg, beide Fassaden zu erhalten, wurde gemeinsam mit Niels Gormsen (1990–1995 Baudezernent und Stadtplanungschef in Leipzig) im Detail erarbeitet, er fand in späteren Entwürfen jedoch keine Beachtung mehr. Vorgeschlagen wurde, den Altbau mit seiner Steinfassade an ursprünglicher Stelle zu erhalten und die Aluminiumfassade am anderen Ende des Baukomplexes, am Hallischen Tor, neu aufzubauen. Letztlich wurde der Kompromiss einer Vitrinenlösung getroffen, deren Konzeption vom Architekturbüro Grüntuch Ernst entworfen wurde. Dabei soll entsprechend der Vorgabe des Denkmalschutzes ein 15 Meter breites Stück der alten Hänsel-Fassade erhalten und in das neue Gebäude integriert werden. Wie in einer Vitrine sollte es nach innen und durch eine Glaswand nach außen hin sichtbar sein. Im Januar 2011 gab es Medienberichte, wonach sich die sächsische Denkmalschutzbehörde gegen die Vitrinenlösung entschieden habe. Das 15 Meter breite Stück der Fassade sollte zwar erhalten bleiben, jedoch nun doch nicht von außen sichtbar sein.
Anfang Juli 2010 waren die Abrissarbeiten der Blechbüchse beendet. Nur das beschriebene 15 Meter breite Fassadenstück blieb – während der Bauarbeiten durch eine Stahlkonstruktion gestützt – erhalten. Heute befindet es sich wieder hinter der Aluminiumhülle.

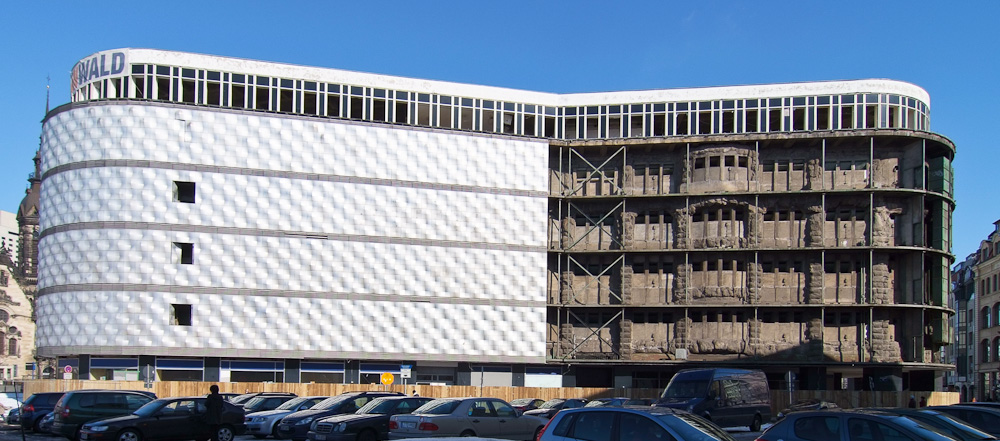
Abbau der Aluminiumfassade, März 2010
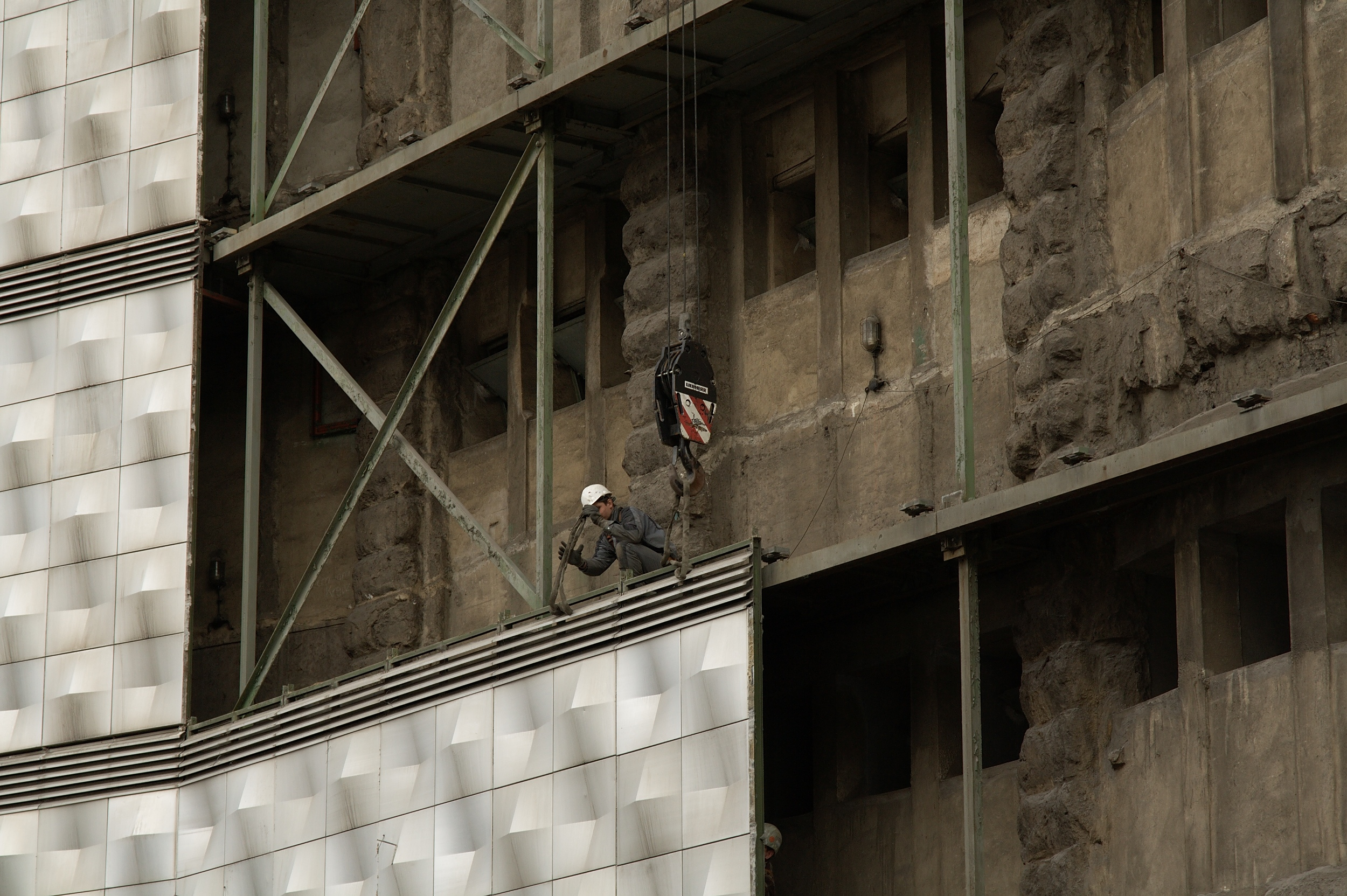
Demontage der aus Aluminiumsegmenten bestehenden Verkleidung
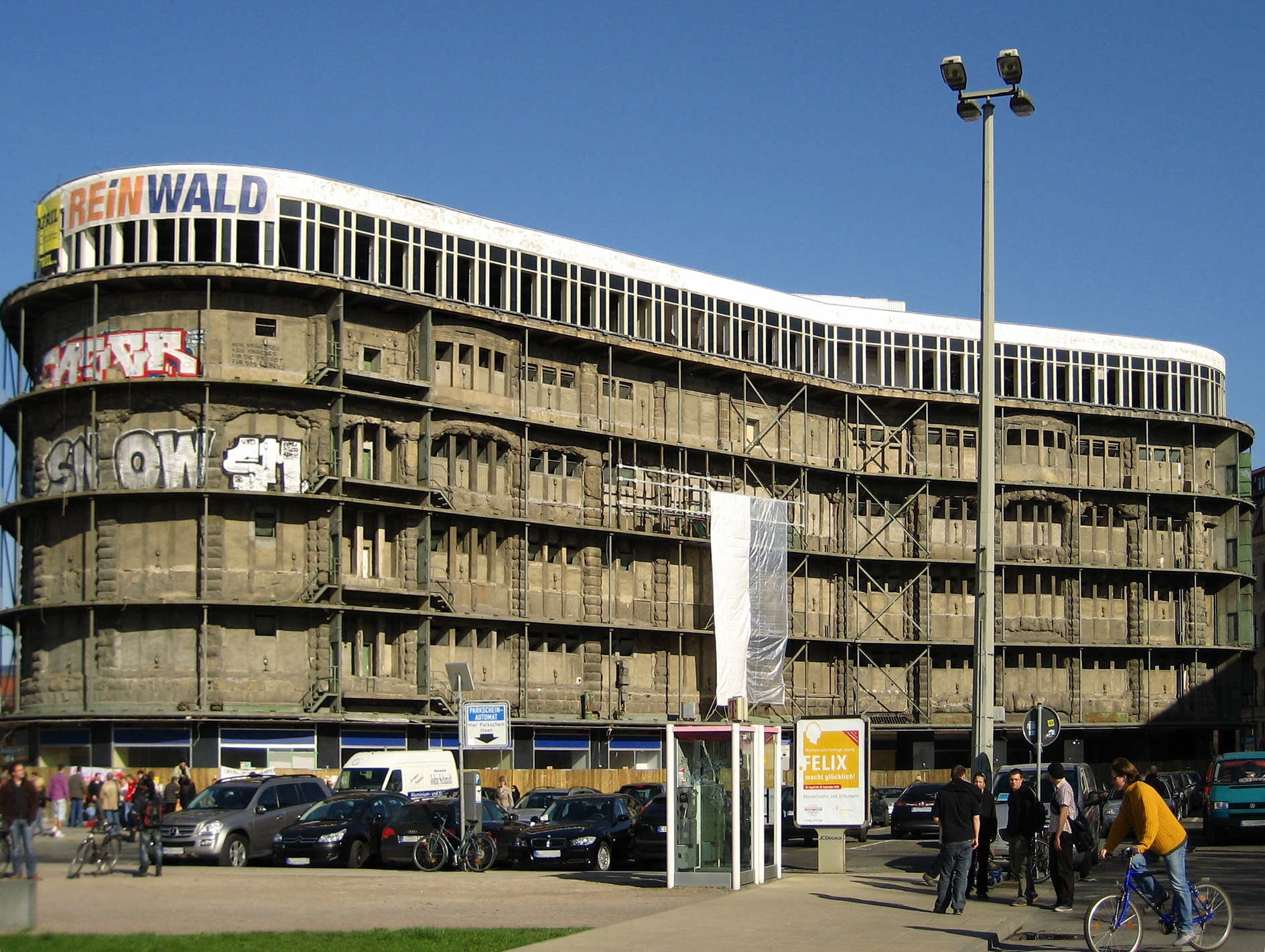
Aluminiumfassade vollständig entfernt, April 2010
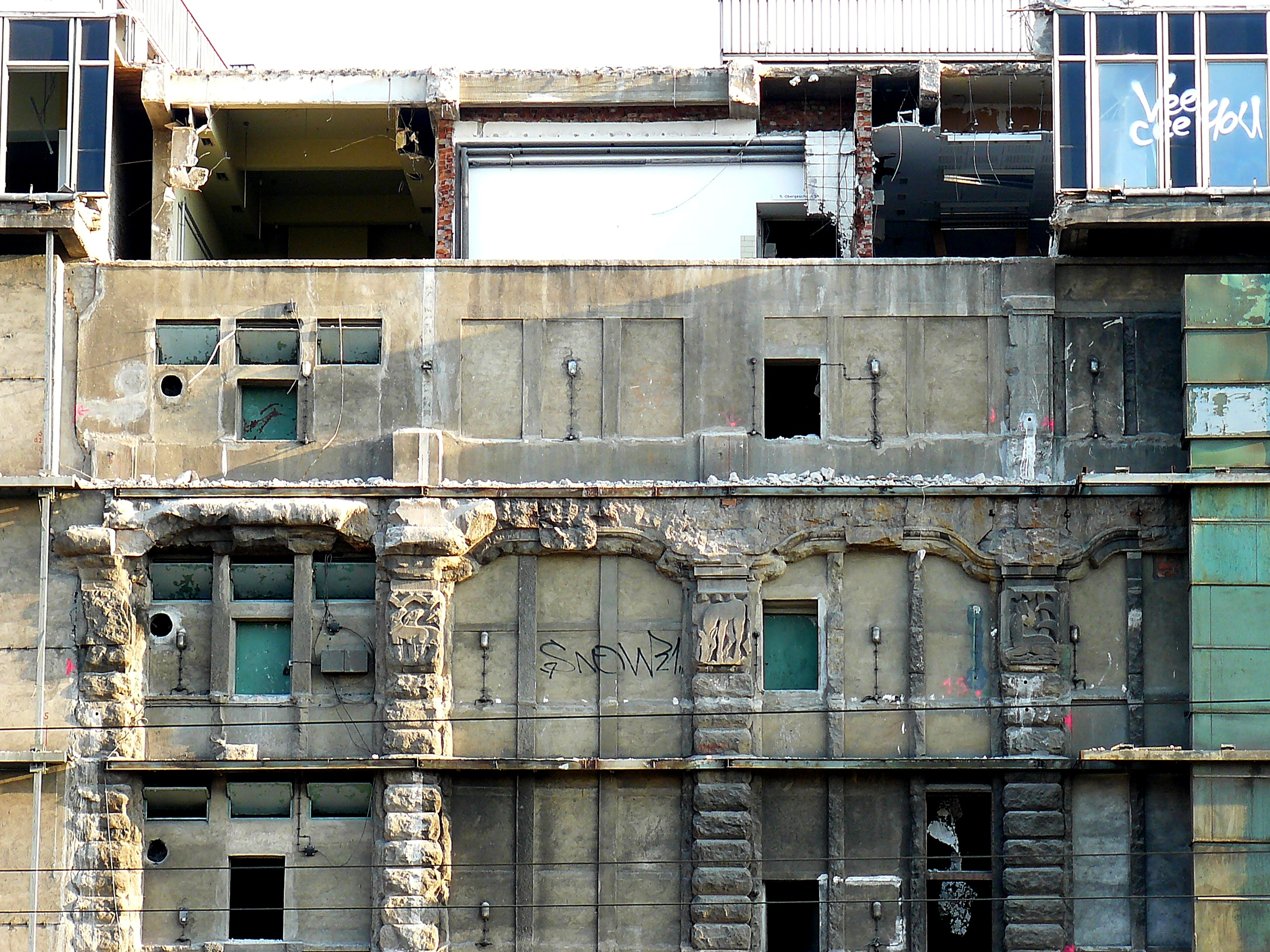
Alter Bauschmuck an der Nordseite, April 2010
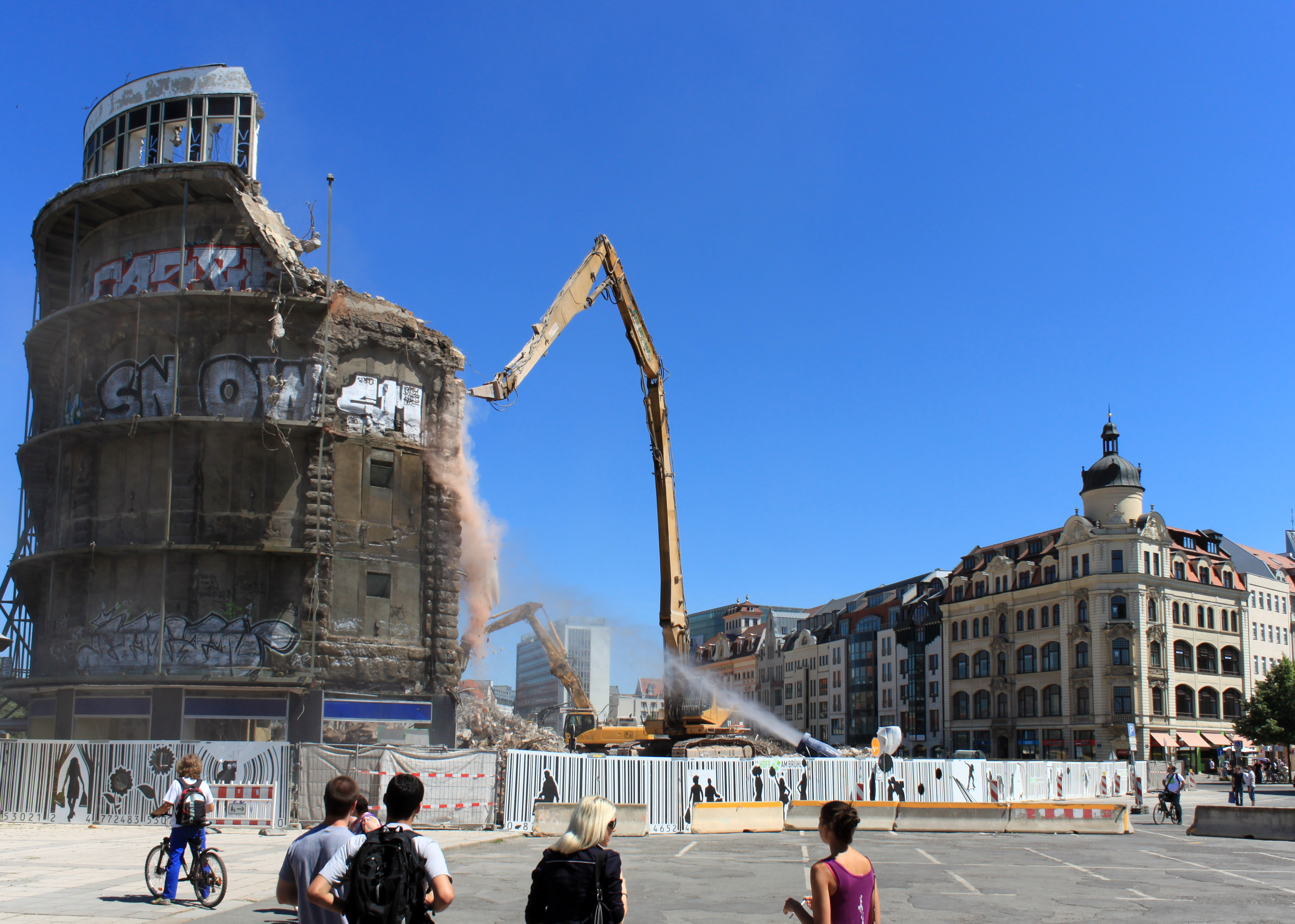
Abriss der Fassade, Ende Juni 2010
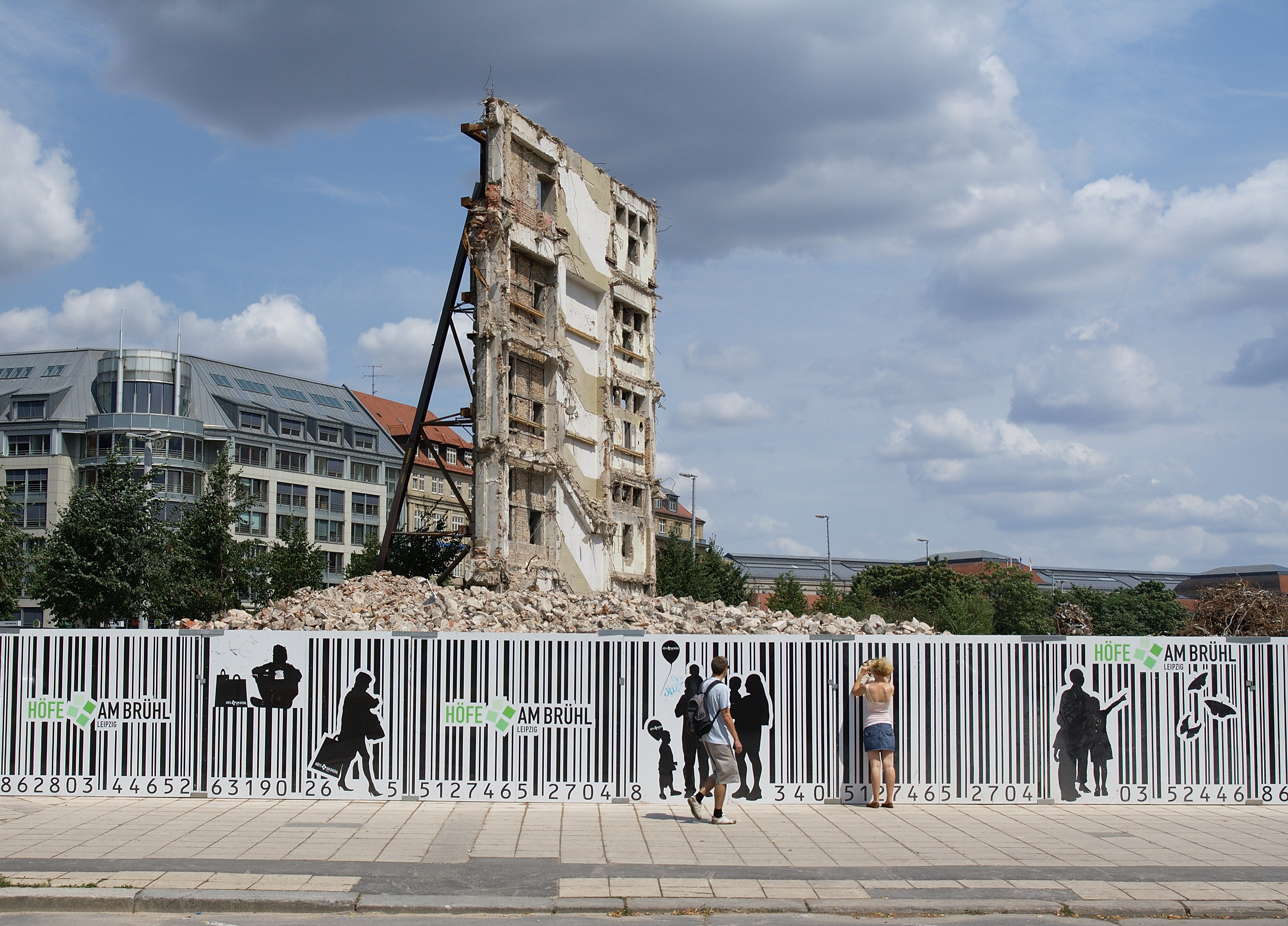
Erhaltenes Fassadenstück (Rückseite, ursprünglich Innenseite)
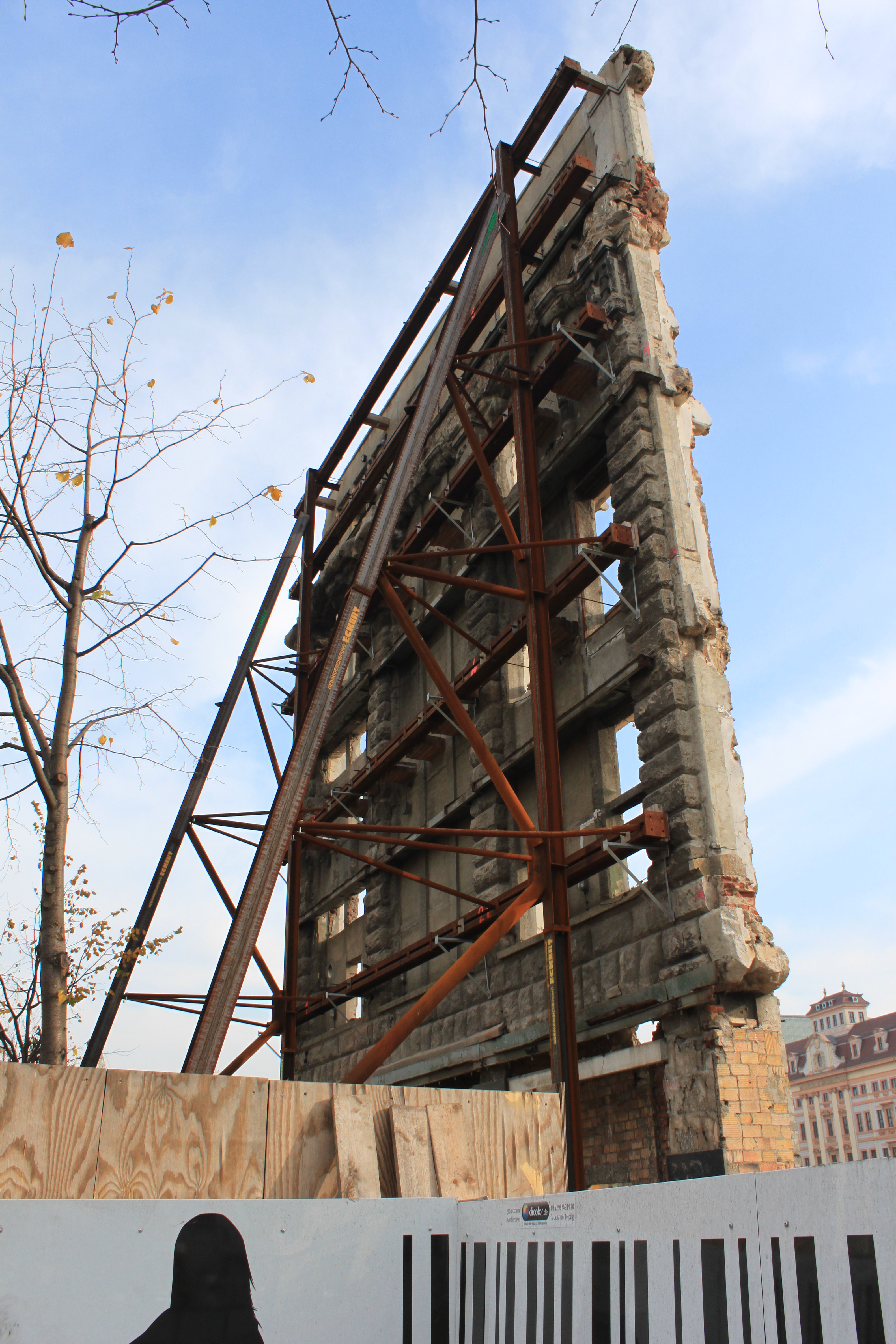
Erhaltenes Fassadenstück (Vorderseite)

### Neubau als Teil derHöfe am Brühl

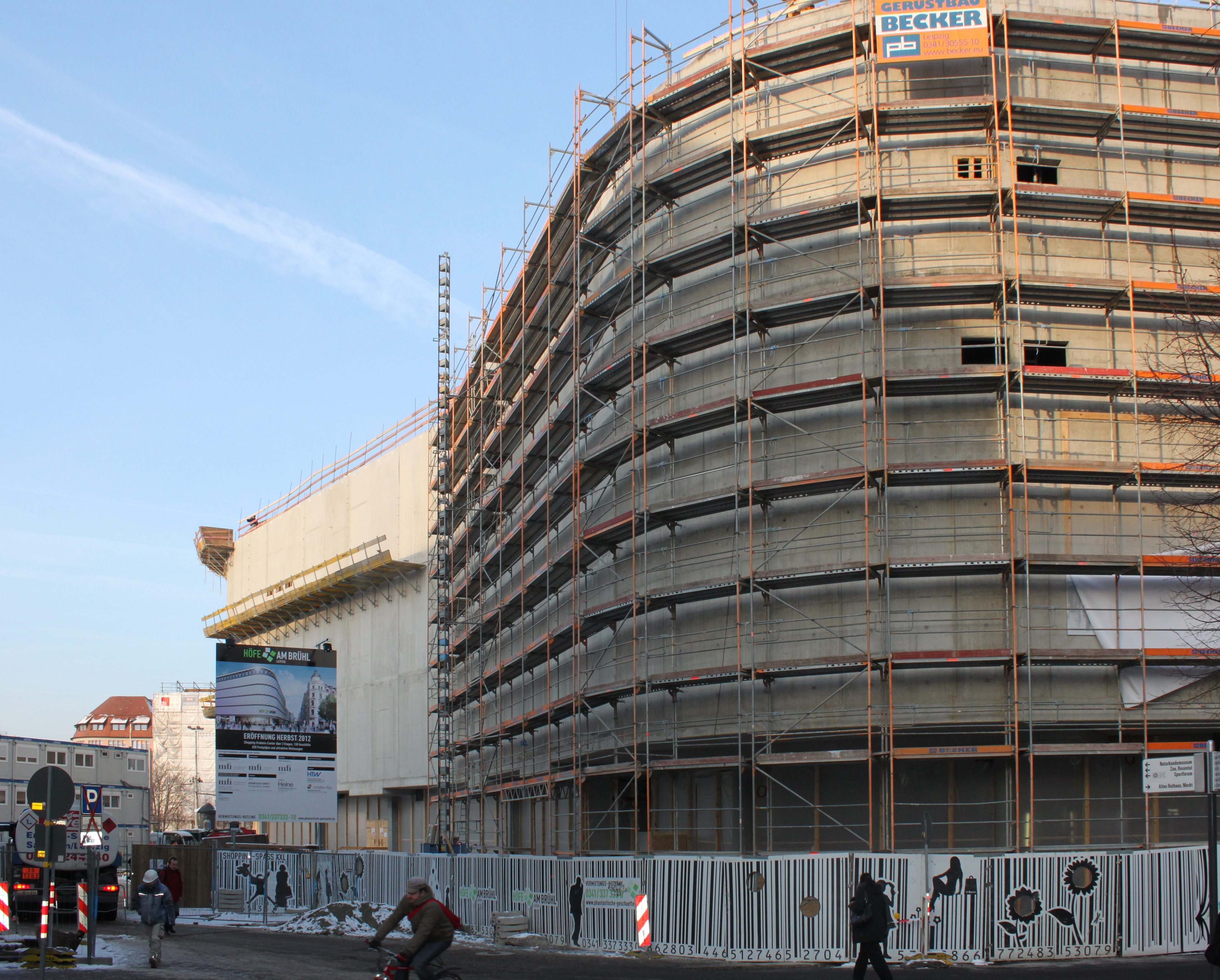
Rohbau der Blechbüchse als Teil der Baustelle der Höfe am Brühl im Januar 2012

Im April 2008 wurde bekannt gegeben, dass das neue Einkaufszentrum den Namen Höfe am Brühl tragen soll. Die Ausschreibung zu dem Bauprojekt ging an das Berliner Architekturbüro Grüntuch & Ernst. Der Bau wurde durch das Immobilienbüro mfi realisiert.

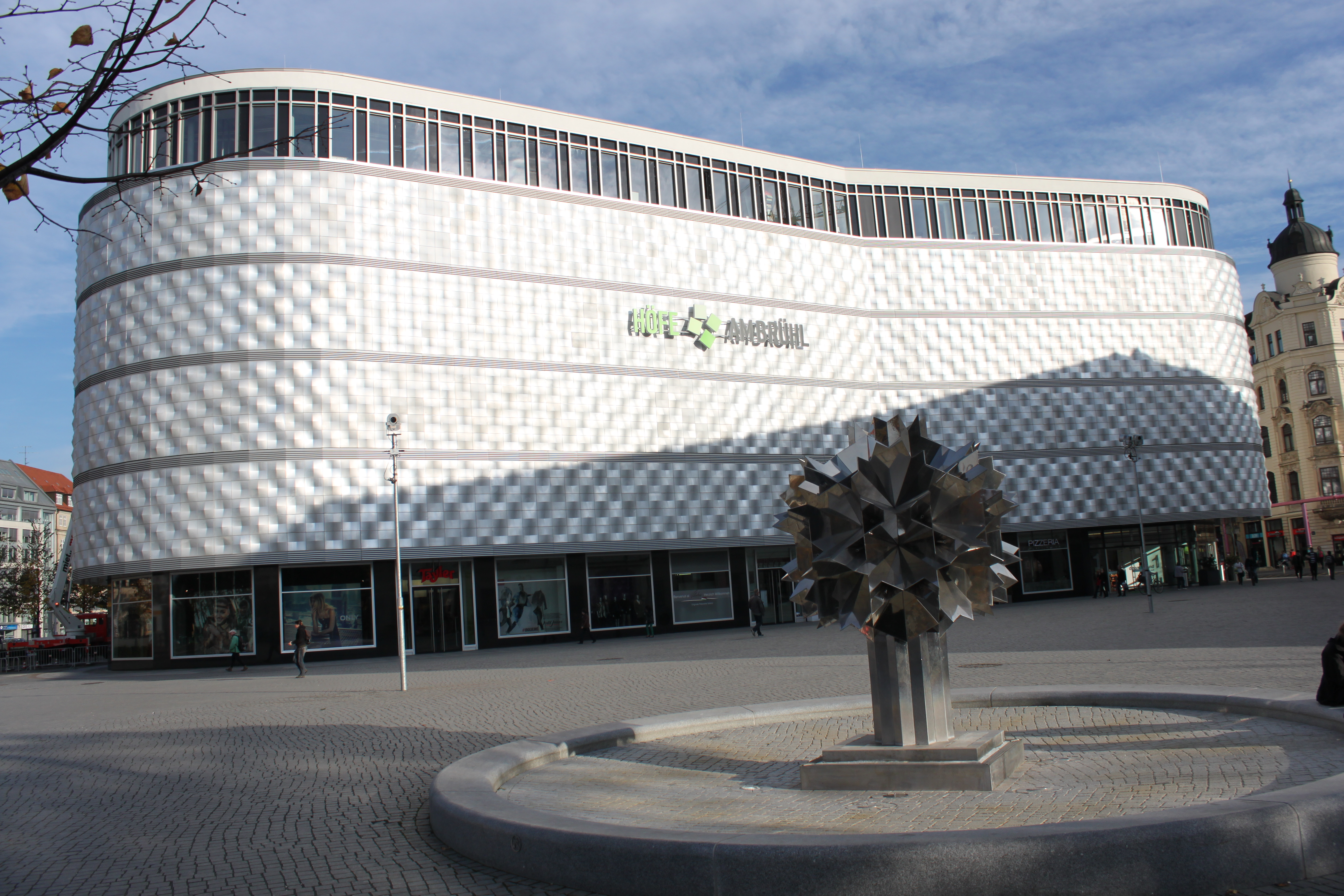
Der fertiggestellte Neubau der Blechbüchse als Teil des neuen Einkaufszentrums nach dessen Eröffnung im September 2012

Mit dem Aushub der Baugrube wurde Ende August 2010 begonnen. Am 9. Dezember 2010 wurde der Grundstein gelegt. Ein Jahr später wurde am 8. Dezember 2011 Richtfest gefeiert. Beginnend am 4. März wurden die 480 restaurierten charakteristischen Aluminiumplatten an bisheriger Stelle und in gleicher Formgebung am Neubau angebracht. Die Fertigstellung des Einkaufszentrums war ursprünglich zum Jahresende 2011 geplant. Die Eröffnung fand jedoch erst am 25. September 2012 statt.
Im Neubau der Blechbüchse befinden sich heute auf vier Geschossen Geschäfte. Das erhaltene Stück historische Sandsteinfassade ist entgegen den früheren Plänen nicht von außen, sondern nur vom Inneren des Gebäudes einsehbar.